# Jean-Pierre Giudicelli
Pour les articles homonymes, voir Giudicelli.
Jean-Pierre Giudicelli, né le 20 février 1943 à Pau et mort le 28 avril 2024 à Aix-en-Provence, est un pentathlète français.

## Biographie
Jean-Pierre Giudicelli est médaillé de bronze olympique par équipe et 37e en individuel aux Jeux olympiques d'été de 1968 à Mexico. Aux Jeux olympiques d'été de 1972 à Munich, il se classe à la 22e place de l'épreuve individuelle et septième de l'épreuve par équipe.
Jean-Pierre Giudicelli meurt le 28 avril 2024 à Aix-en-Provence à l'âge de 81 ans.